# ميكايلا واتكينز
ميكايلا واتكينز (بالإنجليزية: Michaela Watkins)‏ مواليد 14 ديسمبر 1971 في نيويورك، الولايات المتحدة، هي ممثلة أمريكية بدأت مسيرتها الفنية عام 1998. درست في جامعة بوسطن.

## الأعمال
- 2010: الخطة الإحتياطية (الدور: مونا)
- 2012: حب السفر (الدور: ماريسا)
- 2013: في عالم (الدور: داني)
- 2013: كفى حديثاً (الدور: هيلاري)

## وصلات خارجية
- ميكايلا واتكينز على موقع IMDb (الإنجليزية)
- ميكايلا واتكينز على موقع ميوزك برينز (الإنجليزية)
- ميكايلا واتكينز على موقع قاعدة بيانات الفيلم (الإنجليزية)